# رمز العصا

رموز العصي المستخدمة في أوروبا وأمريكا

رموز العصي المستخدمة في الصين، اليابان، وكوريا

رموز العصي المستخدمة في الأرجنتين، البرازيل، التشيلي، غالباً من أجل حساب النقاط في مباريات ورق اللعب

رموز العصا هي تطبيق لنظام العد الأحادي. هي نوع من الأعداد تستخدم في العد. تسمح بتحديث أي نتيجة بدون الاضطرار إلى مسح النتيجة الحالية أو التعديل عليها، بل يتم التحديث بإضافة رموز جديدة. ولكن بسبب الحجم الكبير والعدد الكبير لتكرار الرموز الذي تتطلبه هذه الطريقة، فإنها لا تعتبر طريقة عملية عند التعامل مع أعداد ذات مراتب كبيرة.
عادة ما تكتب مجموعة من العصي على شكل مجموعات مكونة من 5 أو 10 وذلك لتسهيل عد الأرقام الكبيرة.